# Raoul Stojsavljevic
Raoul Stojsavljevic (Linz, 1887. július 28. – Partenkirchen, 1930. szeptember 2.) az Osztrák–Magyar Monarchia 10 légi győzelmet elérő ászpilótája volt az első világháborúban.

## Élete
Raoul Stojsavljevic 1887. július 28-án született Linzben. Apja horvát katonatiszt volt; anyja, Adelheid Hohenauer Tirolból származott. A bécsújhelyi Mária Terézia Katonai Akadémián tanult, ahol 1908-ban diplomázott. Szolgálatát a 21. tábori vadászzászlóaljnál kezdte, ahol tiszti teendői mellett síoktatóként is tevékenykedett. 1913 áprilisában pilótatanfolyamra küldték és egyúttal előléptették főhadnaggyá. Miután levizsgázott, októberben Eugen Elsner főhadnaggyal együtt részt vett az Alpok első osztrák átrepülésében (Bécsből három óra alatt értek Görzbe). 

### Az első világháborúban
Az első világháború kitörése után az 1. repülőszázaddal együtt a galíciai frontra küldték, majd 1914 novemberében kinevezték a 13. repülőszázad főpilótájává (parancsnokhelyettesévé). 1915. február 16-án, a 49. ellenséges terület fölötti bevetésén megfigyelőjével, Johannes Reichel főhadnaggyal hóviharba kerültek és orosz területen kényszerleszállást hajtottak végre. A gépet még sikerült felgyújtaniuk, de aztán az orosz katonák elfogták őket. Hat nappal később megszöktek és négy hónapon át bujkáltak az orosz front mögött (többek között Lembergben egy apácazárdában), míg végül az osztrák-magyar csapatok június 22-én visszafoglalták a várost.
Miután Olaszország belépett a háborúba, Stojsavljevicet 1915 nyarának végén áthelyezték Dél-Tirolba, a 17. repülőszázadhoz. Szeptember 1-én előléptették századossá és még ugyanebben a hónapban a Villachban állomásozó 16. repülőszázadhoz küldték. Decemberben átvette a századparancsnokságot. Stojsavljevic összebarátkozott az 1916 januárjában századához érkező Josef Friedrich megfigyelőtiszttel, akivel gyakran repült együtt és négy légi győzelmet értek el közösen. 1916. július 4-én két olasz Farman támadt rájuk, de sikerült kilyukasztaniuk az egyik benzintankját és annak osztrák-magyar területen kényszerleszállást kellett végrehajtania. Július 25-én háromnegyed órás légiharc után lőttek le egy újabb Farmant. Augusztus 7-én közösen, szeptember 1-én pedig Stojsavljevic külön kényszerített földre egy-egy Farman típusú olasz felderítőt.
1917 februárjában elkezdte a vadászpilóta-tanfolyamot a Flik 34-nél és megtanult Hansa-Brandenburg D.I-el repülni. Bár egy gépet leszálláskor összetört (és a baleset miatt egész életében térdfájdalmai voltak), az új vadásszal február 13-án sikerült lelőnie ismét egy olasz felségjelű Farmant, sikerét pedig április 17-én megismételte. 1917 májusában rövid látogatást tett a nyugati fronton, a német Jasta 6 vendége volt. Miután visszatért, július 14-én és 23-án újabb két légi győzelmet aratott egy-egy olasz felderítőgép fölött, majd szeptember 7-én egy SAML, november 21-én pedig újabb SAML került diadallistájára.
1918. január 12-én felderítő bevetésre ment, amikor ellenséges kötelék támadt rá és egy géppuskalövedék eltörte a combcsontját. Súlyos sebesülése és vérvesztesége ellenére sikerült saját területen kényszerleszállnia, de hónapokig kórházban lábadozott, csak 1918 októberére épült fel. Kinevezték a bécsújhelyi repülőiskola parancsnokává, de a következő hónapban a háború véget ért. 

### A háború után

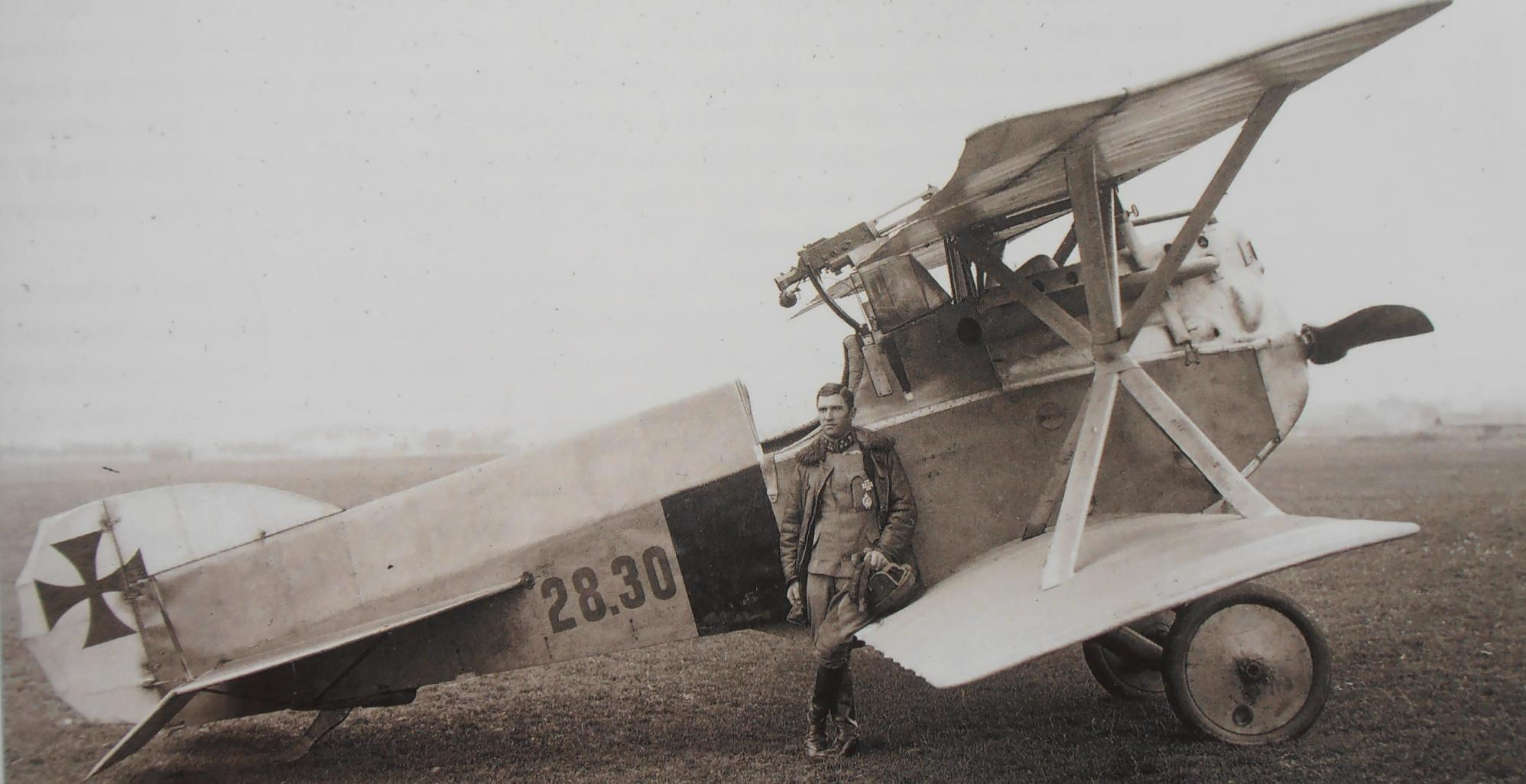
Raoul Stojsavljevic Hansa-Brandenburg D.I-es repülőgépével 1917-ben

Bár többen hívták, hogy legyen a formálódó jugoszláv légierő tisztje, Stojsavljevic osztrák állampolgár maradt. Egy ideig a légi rendőrség tagja volt, míg a békeszerződés meg nem tiltott minden katonai vagy félkatonai jellegű repülőszervezetet Ausztriában. Vásárolt egy repülőgépet és Bécs-Budapest viszonylatban szállítói feladatokat végzett, pilótaképzéssel foglalkozott, míg a Szövetséges Ellenőrző Bizottság el nem tiltotta minden ez irányú tevékenységtől. Egy darabig az egyik alpesi vadászezrednél szolgált, míg 1925-ben térdbántalmai miatt le nem kellett szerelnie. Egy Linz melletti repülőtéren talált munkát, egy darabig az igazgatója is volt. 1927-ben vállalkozást indított, amely az elszigetelt hegyi falvak légi elérést célozta, 1928-ban pedig belépett a legnagyobb osztrák kereskedelmi légitársasághoz az ÖLAG-hoz (Österreichische Luftfahrt AG).
1930. szeptember 2-án Innsbruckból vitt Zürichbe egy utas nélküli repülőgépet, mikor a bajorországi Partenkirchen közelében a köd miatt hegyoldalnak ütközött és a balesetben meghalt.     

## Kitüntetései
- Lipót-rend lovagkeresztje hadidíszítménnyel, kardokkal
- Vaskorona-rend III. osztálya hadidíszítménnyel, kardokkal
- Tiszti Arany Vitézségi Érem
- Katonai Érdemkereszt III. osztálya hadidíszítménnyel, kardokkal
- Bronz Katonai Érdemérem hadiszalagon, kardokkal
- Károly-csapatkereszt
- Katonai Jubileumi Kereszt
- Vaskereszt II. osztály (Németország)

## Győzelmei
| Sorszám | Idő                | Egység           | Repülő                | Ellenfél |
| ------- | ------------------ | ---------------- | --------------------- | -------- |
| 1       | 1916 július 4.     | 16. repülőszázad | Hansa-Brandenburg C.I | Farman   |
| 2       | 1916 július 25.    | 16. repülőszázad | Hansa-Brandenburg C.I | Farman   |
| 3       | 1916 augusztus 7.  | 16. repülőszázad | Hansa-Brandenburg C.I | Farman   |
| 4       | 1916 szeptember 1. | 16. repülőszázad | Hansa-Brandenburg C.I | Farman   |
| 5       | 1917 február 13.   | 34. repülőszázad | KD D.I                | Farman   |
| 6       | 1917 április 17.   | 16. repülőszázad | Hansa-Brandenburg C.I | Farman   |
| 7       | 1917 július 14.    | 16. repülőszázad | KD D.I                | Farman   |
| 8       | 1917 július 23.    | 16. repülőszázad | KD D.I                | Farman   |
| 9       | 1917 szeptember 7. | 16. repülőszázad | KD D.I                | SAML 2   |
| 10      | 1917 november 21.  | 16. repülőszázad | Albatros D.III        | SAML 2   |